# Публий Теренций Варрон
Пу́блий Тере́нций Варро́н (лат. Publius Terentius Varrō; около 82 года до н. э., Атакса, провинция Галлия — ок. 35 года до н. э., Рим, Римская республика) — древнеримский эпический поэт I века до н. э., по месту рождения именуемый Варрон Атаци́нский.
Перевёл на латинский язык «Аргонавтику» Аполлония Родосского. Варрон написал восхваляющий Цезаря эпос «Война с секванами». Помимо этого, он являлся автором дидактических работ, переводов, сатир в духе Луцилия. Сохранились только фрагменты произведений Варрона.